# Roville-aux-Chênes
Pour les articles homonymes, voir Roville.
Roville-aux-Chênes est une commune française située dans le département des Vosges en région Grand Est.
Ses habitants sont appelés les Rovillois.

## Géographie
Roville est située sur la rive droite de la Mortagne, 6 km en aval de Rambervillers.

### Géologie et relief
La commune se compose de 37,60 hectares de territoires artificialisés (4,35 %), 680,38 hectares de territoires agricoles (78,66 %) et 147,20 hectares de forêts et milieux semi-naturels (17,02 %).

### Hydrographie et les eaux souterraines
Hydrogéologie et climatologie : Système d’information pour la gestion des eaux souterraines du bassin Rhin-Meuse :
Territoire communal : Occupation du sol (Corinne Land Cover); Cours d'eau (BD Carthage),
Géologie : Carte géologique; Coupes géologiques et techniques,
 Hydrogéologie : Masses d'eau souterraine; BD Lisa; Cartes piézométriques.
La commune est située dans le bassin versant du Rhin au sein du bassin Rhin-Meuse. Elle est drainée par la Mortagne, le ruisseau de la Prairie et le ruisseau des Montaux,.
La Mortagne, d'une longueur totale de 74,6 km, prend sa source dans la commune de Saint-Léonard et se jette dans la Meurthe à Mont-sur-Meurthe, après avoir traversé 26 communes.

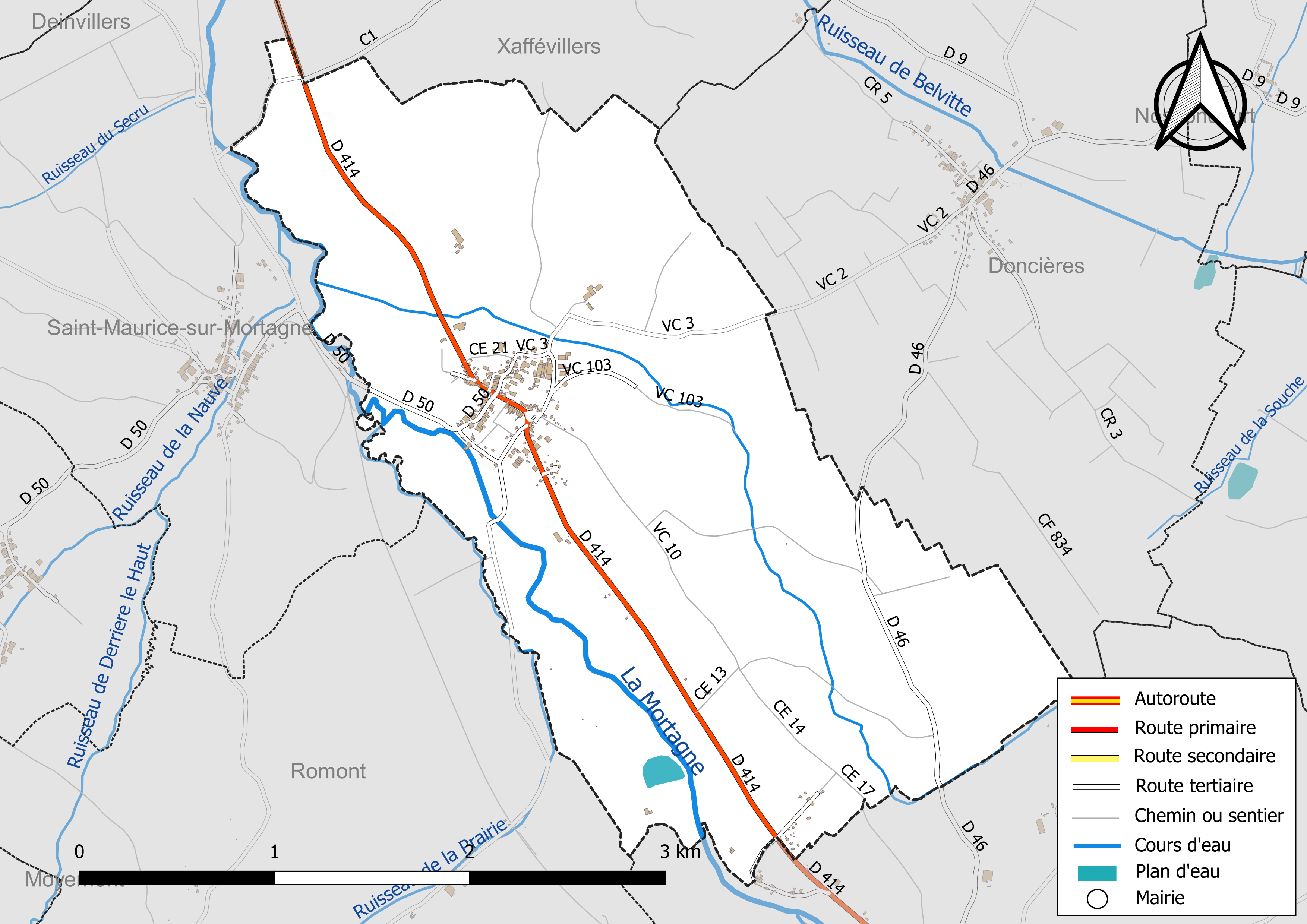
Réseaux hydrographique et routier de Roville-aux-Chênes.

La qualité des eaux de baignade et des cours d’eau peut être consultée sur un site dédié géré par les agences de l’eau et l’Agence française pour la biodiversité.

### Climat
Pour des articles plus généraux, voir Climat du Grand Est et Climat des Vosges.
En 2010, le climat de la commune est de type climat des marges montargnardes, selon une étude du Centre national de la recherche scientifique s'appuyant sur une série de données couvrant la période 1971-2000. En 2020, Météo-France publie une typologie des climats de la France métropolitaine dans laquelle la commune est exposée à un climat semi-continental et est dans la région climatique  Vosges, caractérisée par une pluviométrie très élevée (1 500 à 2 000 mm/an) en toutes saisons et un hiver rude (moins de 1 °C). 
Pour la période 1971-2000, la température annuelle moyenne est de 9,5 °C, avec une amplitude thermique annuelle de 16,9 °C. Le cumul annuel moyen de précipitations est de 878 mm, avec 11,9 jours de précipitations en janvier et 9,9 jours en juillet. Pour la période 1991-2020, la température moyenne annuelle observée sur la station météorologique installée sur la commune est de 10,3 °C et le cumul annuel moyen de précipitations est de 833,3 mm. 
La température maximale relevée sur cette station est de 40 °C, atteinte le 25 juillet 2019 ; la température minimale est de −24,5 °C, atteinte le 2 janvier 1971,,. 
| Mois                                  | jan.             | fév.             | mars           | avril           | mai             | juin           | jui.         | août          | sep.          | oct.            | nov.             | déc.           | année      |
| ------------------------------------- | ---------------- | ---------------- | -------------- | --------------- | --------------- | -------------- | ------------ | ------------- | ------------- | --------------- | ---------------- | -------------- | ---------- |
| Température minimale moyenne (°C)     | −0,9             | −0,8             | 1,3            | 3,4             | 7,6             | 11             | 12,7         | 12,5          | 9,1           | 6,3             | 2,6              | 0,3            | 5,4        |
| Température moyenne (°C)              | 2,1              | 3                | 6,3            | 9,5             | 13,5            | 17             | 19,1         | 18,8          | 14,8          | 10,8            | 5,9              | 3              | 10,3       |
| Température maximale moyenne (°C)     | 5                | 6,7              | 11,2           | 15,5            | 19,4            | 23,1           | 25,4         | 25,1          | 20,5          | 15,4            | 9,3              | 5,8            | 15,2       |
| Record de froid (°C) date du record   | −24,5 02.01.1971 | −23,8 25.02.1986 | −20,3 01.03.05 | −7,7 13.04.1986 | −3,8 01.05.1976 | 0,6 05.06.1991 | 3,4 31.07.15 | 2 28.08.1974  | −3 17.09.1971 | −8,5 20.10.1972 | −14,4 23.11.1998 | −23 03.12.1973 | −24,5 1971 |
| Record de chaleur (°C) date du record | 18 05.01.1999    | 20,9 27.02.19    | 25 30.03.1989  | 28 28.04.12     | 31,7 27.05.05   | 36,3 18.06.22  | 40 25.07.19  | 38,3 07.08.15 | 33,5 15.09.20 | 28,3 02.10.23   | 23,6 08.11.15    | 19 16.12.1989  | 40 2019    |
| Ensoleillement (h)                    |                  | 876              | 1 607          | 2 017           | 2 145           | 2 386          | 2 518        | 2 254         | 191           | 1 152           | 64               | 541            |            |
| Précipitations (mm)                   | 65,9             | 59,3             | 58,8           | 55,9            | 75,5            | 73,6           | 74,1         | 68,1          | 72            | 77,4            | 74,1             | 78,6           | 833,3      |

| Diagramme climatique                                  |             |             |             |             |            |              |              |           |             |            |            |
| J                                                     | F           | M           | A           | M           | J          | J            | A            | S         | O           | N          | D          |
| 5−0,965,9                                             | 6,7−0,859,3 | 11,21,358,8 | 15,53,455,9 | 19,47,675,5 | 23,11173,6 | 25,412,774,1 | 25,112,568,1 | 20,59,172 | 15,46,377,4 | 9,32,674,1 | 5,80,378,6 |
| Moyennes : • Temp. maxi et mini °C • Précipitation mm |             |             |             |             |            |              |              |           |             |            |            |

Les paramètres climatiques de la commune ont été estimés pour le milieu du siècle (2041-2070) selon différents scénarios d'émission de gaz à effet de serre à partir des nouvelles projections climatiques de référence DRIAS-2020. Ils sont consultables sur un site dédié publié par Météo-France en novembre 2022.

## Urbanisme

### Typologie
Au 1er janvier 2024, Roville-aux-Chênes est catégorisée commune rurale à habitat dispersé, selon la nouvelle grille communale de densité à sept niveaux définie par l'Insee en 2022.
Elle est située hors unité urbaine et hors attraction des villes,.

### Occupation des sols
L'occupation des sols de la commune, telle qu'elle ressort de la base de données européenne d’occupation biophysique des sols Corine Land Cover (CLC), est marquée par l'importance des territoires agricoles (78,5 % en 2018), une proportion sensiblement équivalente à celle de 1990 (78,7 %). La répartition détaillée en 2018 est la suivante : 
prairies (37,7 %), terres arables (25,8 %), forêts (17,2 %), zones agricoles hétérogènes (15 %), zones urbanisées (4,3 %). L'évolution de l’occupation des sols de la commune et de ses infrastructures peut être observée sur les différentes représentations cartographiques du territoire : la carte de Cassini (XVIIIe siècle), la carte d'état-major (1820-1866) et les cartes ou photos aériennes de l'IGN pour la période actuelle (1950 à aujourd'hui).

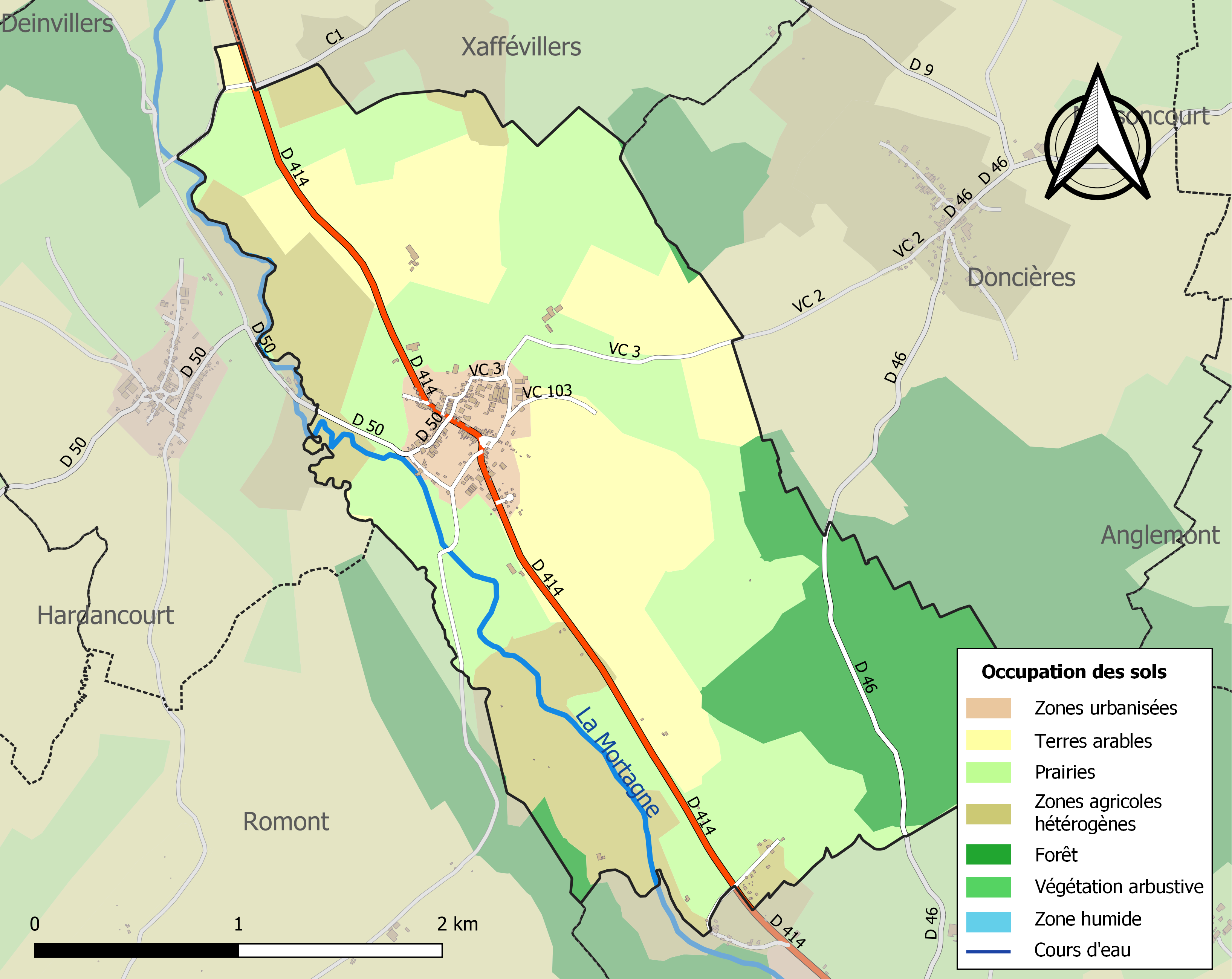
Carte des infrastructures et de l'occupation des sols de la commune en 2018 (CLC).

### Voies de communications et transports

#### Voies routières
- D414 vers Rambervillers[15]

#### Transports en commun

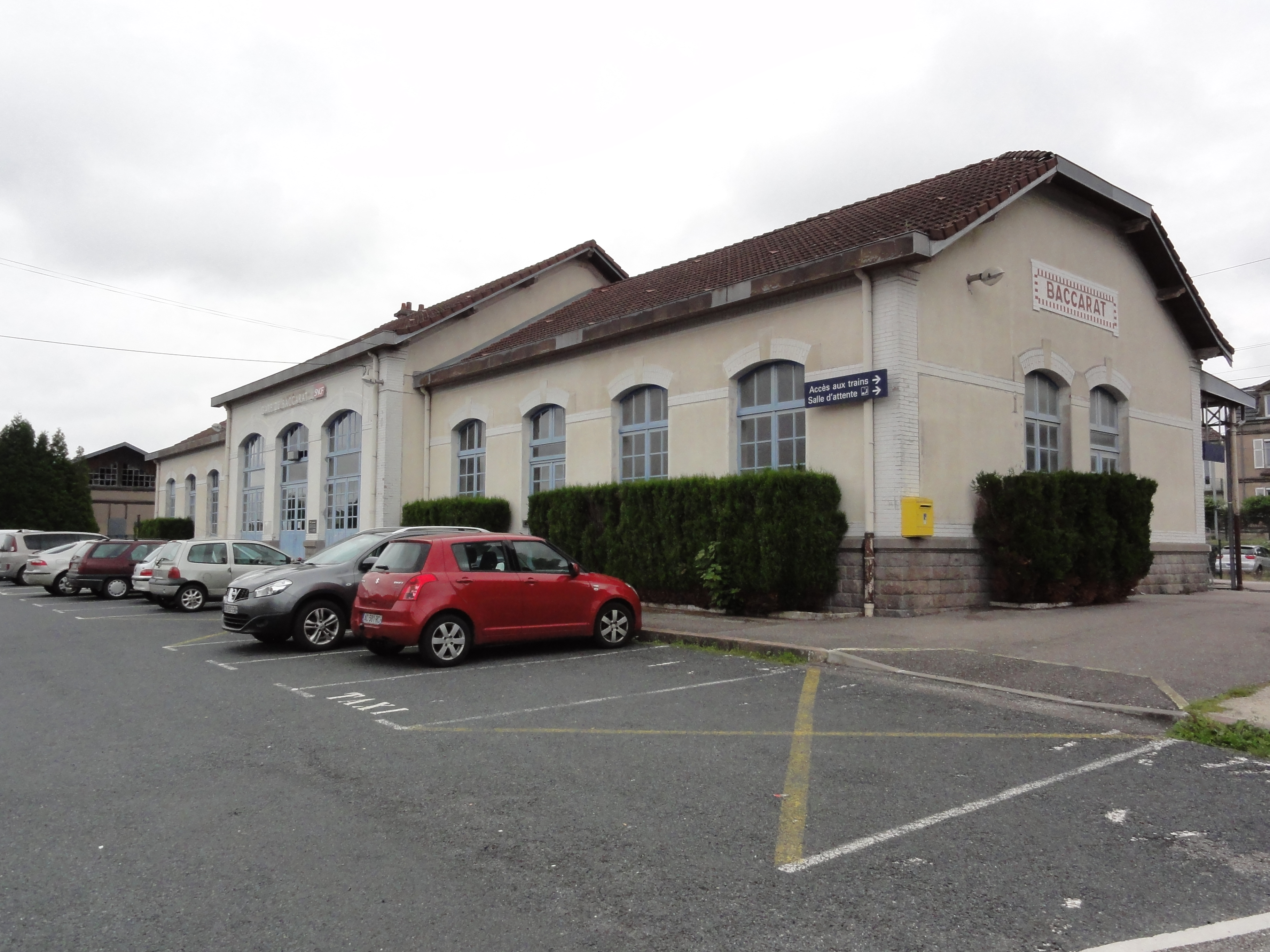
Gare de Baccarat.

- Fluo Grand Est.

#### Lignes SNCF
- Gare de Baccarat,
- Gare d'Azerailles,
- Gare de Bertrichamps,
- Gare de Chenevières,
- Gare de Thiaville.

#### Transports aériens
- L'Aéroport d'Épinal-Mirecourt « Vosges Aéroport ».

À partir de l'été 2021, l’aéroport d’Épinal-Mirecourt est devenu le "pélicandrome" de la Zone Est et servira ainsi de base de ravitaillement et d’intervention pour les avions bombardiers d’eau connus sous le nom de Dash 8.
- Aéroport de Nancy-Essey.

## Toponymie
Le nom de la localité est attesté sous les formes Apud Rodulfivillam (XIe siècle) ; Roville au Chelne (1396) ; Roville au Chasne (1396) ; Roville au Chesne (1433) ; Rovilla ad Quercus (1768) ; Ronville aux Chesnes (1656).

Le village de Roville-aux-Chênes tient son toponyme du fait qu’il serait bâti sur l’emplacement d’une ancienne forêt de chênes. Il existe près de la maison-école, un chêne de 5,50 mètres de circonférence, peut-être dernier survivant de cette forêt.

## Histoire
La seigneurie de Roville-aux-Chênes, Rovilla ad quercius, appartenait au siècle dernier au sieur de Bressey. 
Au spirituel, la paroisse de Roville-aux-Chênes dépendant de la cure de Rambervillers, doyenné de Deneuvre, diocèse de Toul.  Aujourd’hui, la commune relève du canton de Rambervillers et de l’arrondissement d’Épinal. 
La commune fut presque complètement détruite lors de l’invasion des Suédois, et a été le témoin de violents combats durant la première guerre mondiale.
Des travailleurs militaires appartenant à l'unité spéciale l’Indian Labour Corps, ont construit cinq aérodromes en Lorraine, dont celui de Roville-aux-Chênes.

## Lieux et monuments

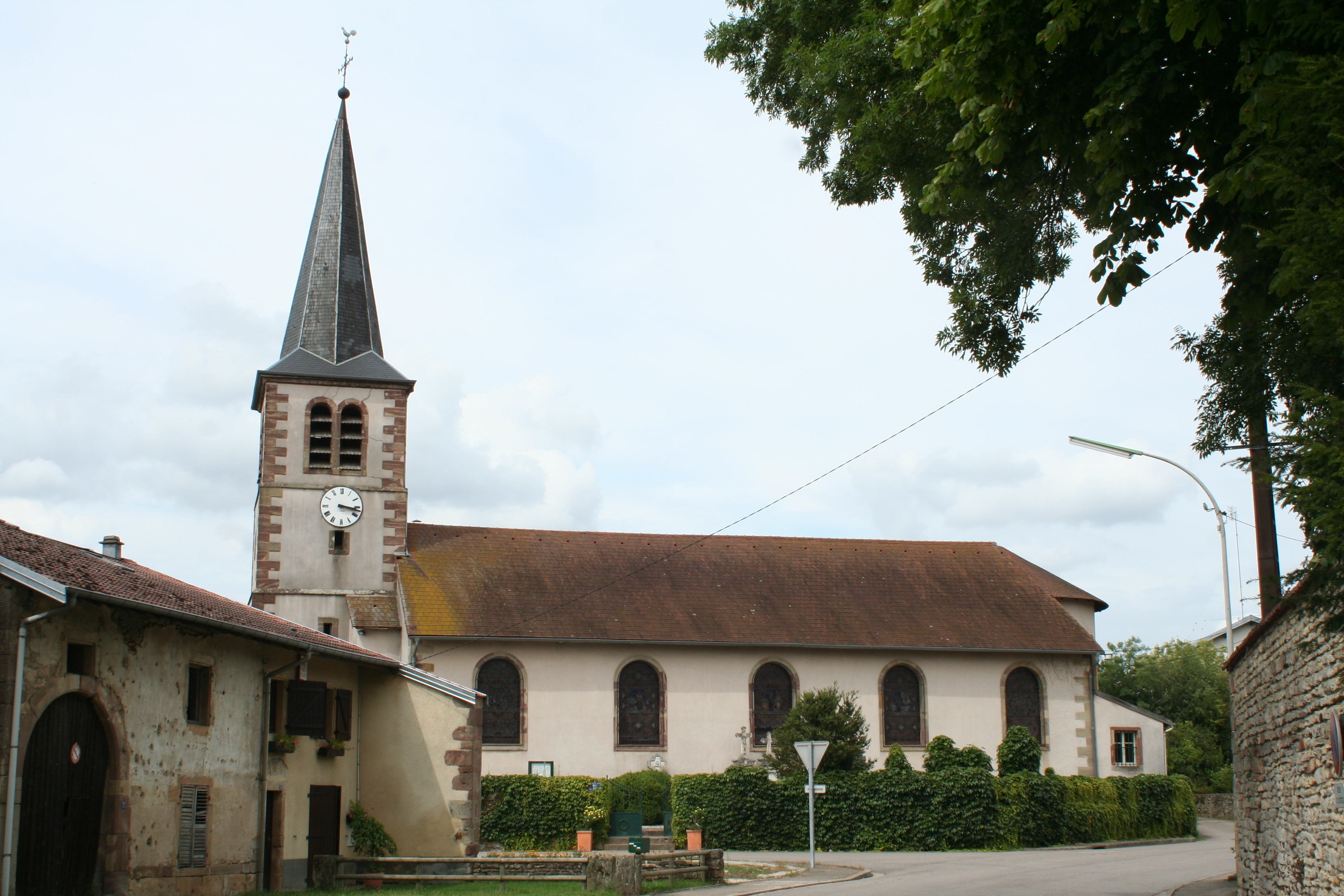
Église Saint-Remy.
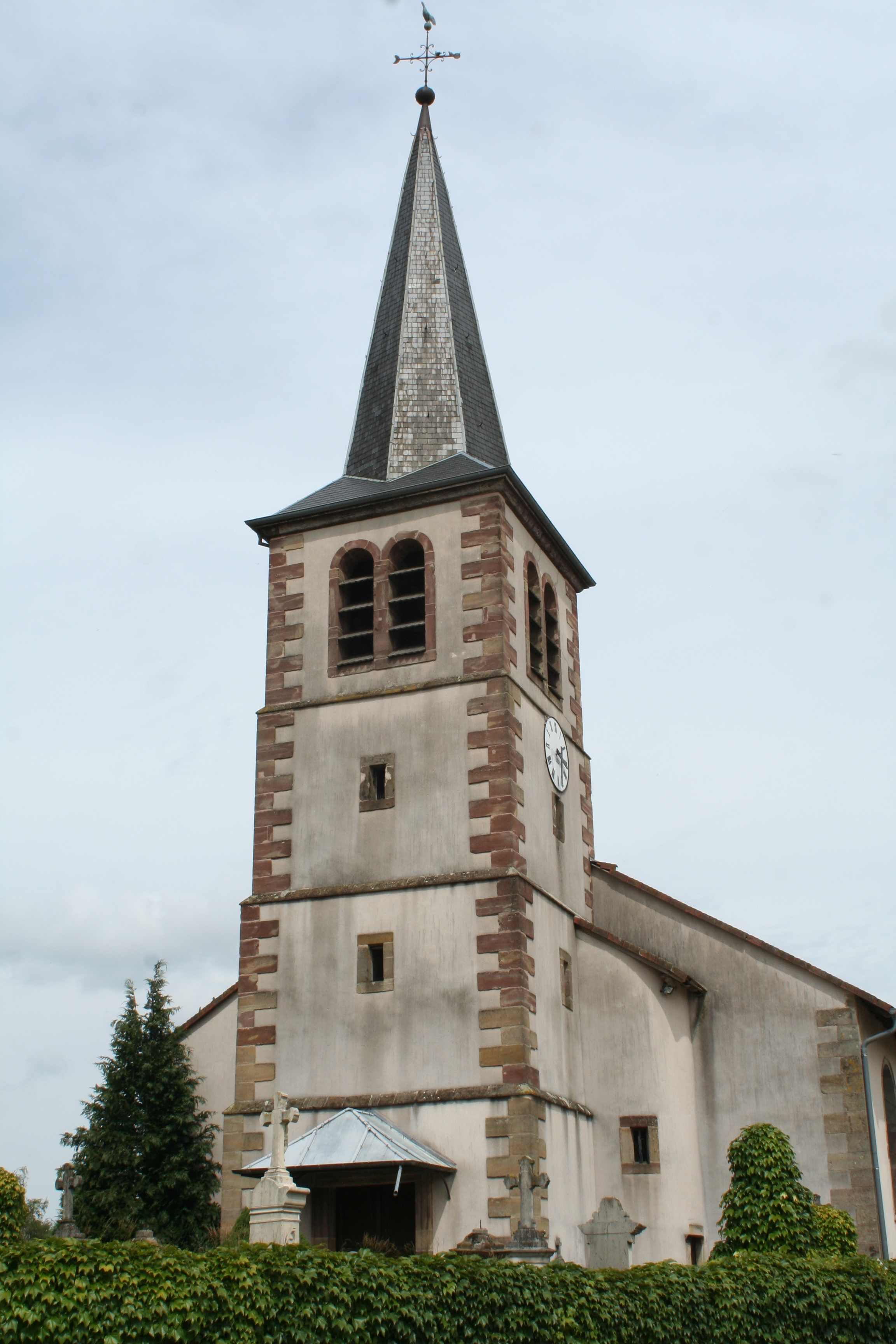
Église Saint-Remy.
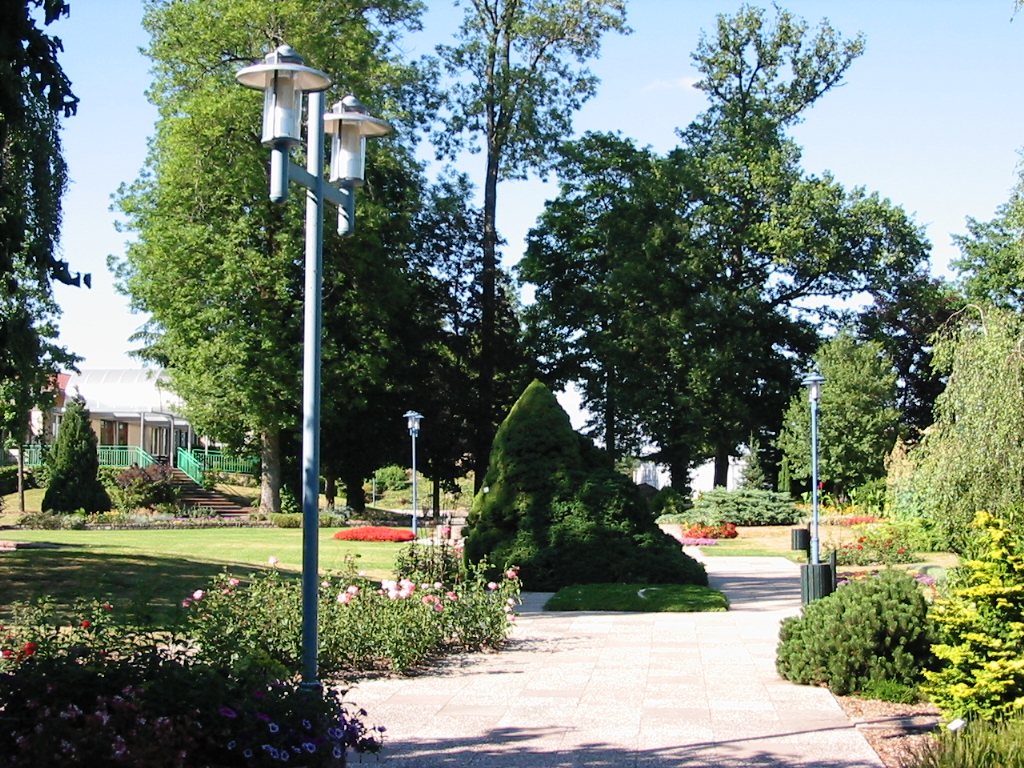
Entrée école Horticulture et Paysage.
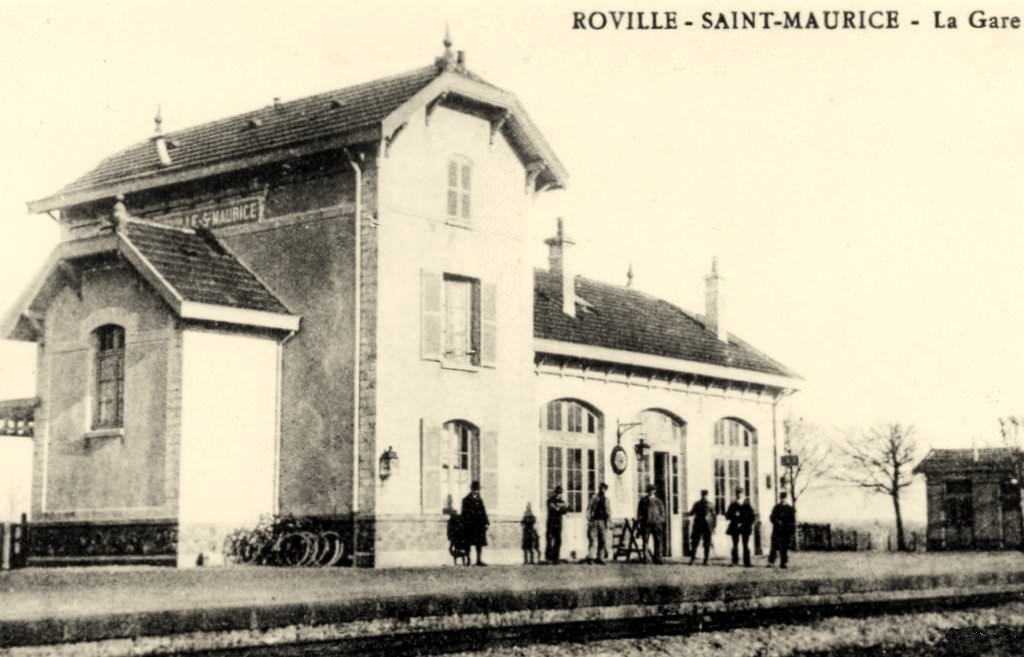
Carte postale de la gare vers 1910.

- Vieux chêne, entre 400 et 500 ans[22],[23].
- L'église et l'école des garçons furent construites en 1830, celle des filles en 1850[18].
- Monument aux morts : conflits commémorés : 1914-1918 ; 1939-1945 ;  AFN-Algérie (1954-1962)[24],[25].
- Lavoir du moulin[26].
- Verger conservatoire[27],[28].
- École d'Horticulture et de Paysage[29],[30].

Pépinière conservatoire au sein de l’Ecole d’Horticulture et de Paysage de Roville-aux-Chênes.
- Parc du château[32].
- Le calvaire[33].

## Politique et administration

### Budget et fiscalité 2023

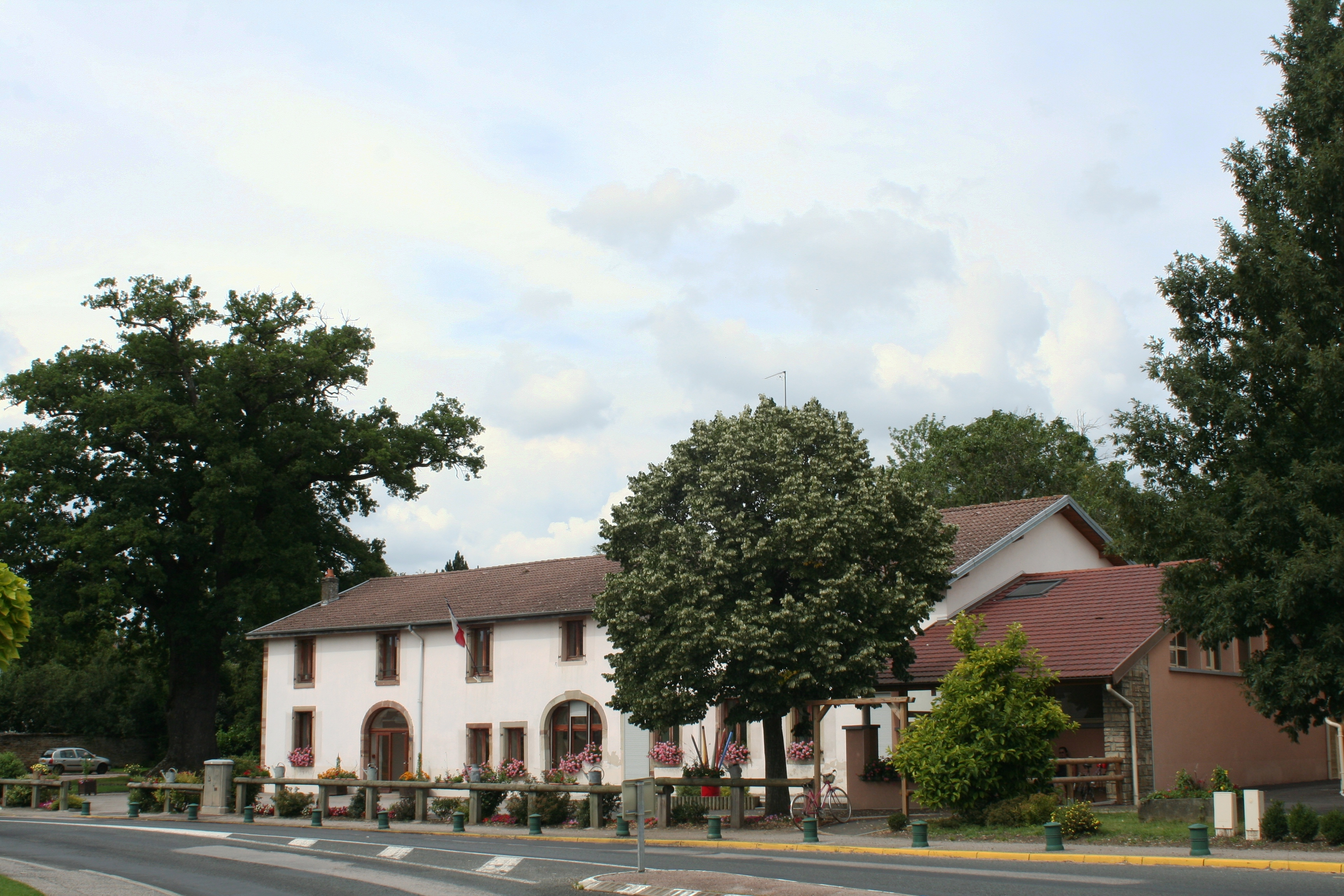
La mairie.

En 2023, le budget de la commune était constitué ainsi :
- total des produits de fonctionnement : 402 000 €, soit 789 € par habitant ;
- total des charges de fonctionnement : 319 000 €, soit 626 € par habitant ;
- total des ressources d'investissement : 141 000 €, soit 276 € par habitant ;
- total des emplois d'investissement : 151 000 €, soit 296 € par habitant ;
- endettement : 220 000 €, soit 432 € par habitant.

Avec les taux de fiscalité suivants :
- taxe d'habitation : 16,33 % ;
- taxe foncière sur les propriétés bâties : 33,15 % ;
- taxe foncière sur les propriétés non bâties : 16,25 % ;
- taxe additionnelle à la taxe foncière sur les propriétés non bâties : 0,00 % ;
- cotisation foncière des entreprises : 0,00 %.

Chiffres clés Revenus et pauvreté des ménages en 2021 : médiane en 2021 du revenu disponible, par unité de consommation : 22 410 €.

### Liste des maires
| Période                                  | Période                       | Identité         | Étiquette | Qualité |
| ---------------------------------------- | ----------------------------- | ---------------- | --------- | ------- |
| Les données manquantes sont à compléter. |                               |                  |           |         |
| mars 2001                                | En cours (au 18 février 2015) | Jocelyne Vilmain |           |         |

## Démographie
L'évolution du nombre d'habitants est connue à travers les recensements de la population effectués dans la commune depuis 1793. Pour les communes de moins de 10 000 habitants, une enquête de recensement portant sur toute la population est réalisée tous les cinq ans, les populations de référence des années intermédiaires étant quant à elles estimées par interpolation ou extrapolation. Pour la commune, le premier recensement exhaustif entrant dans le cadre du nouveau dispositif a été réalisé en 2004.

En 2022, la commune comptait 369 habitants, en évolution de +1,37 % par rapport à 2016 (Vosges : −2,96 %, France hors Mayotte : +2,11 %).
| 1793 | 1800 | 1806 | 1821 | 1831 | 1836 | 1841 | 1846 | 1856 |
| ---- | ---- | ---- | ---- | ---- | ---- | ---- | ---- | ---- |
| 336  | 359  | 416  | 470  | 464  | 459  | 456  | 465  | 444  |

| 1861 | 1866 | 1876 | 1881 | 1886 | 1891 | 1896 | 1901 | 1906 |
| ---- | ---- | ---- | ---- | ---- | ---- | ---- | ---- | ---- |
| 445  | 444  | 406  | 390  | 361  | 350  | 332  | 308  | 305  |

| 1911 | 1921 | 1926 | 1931 | 1936 | 1946 | 1954 | 1962 | 1968 |
| ---- | ---- | ---- | ---- | ---- | ---- | ---- | ---- | ---- |
| 316  | 255  | 290  | 266  | 250  | 307  | 386  | 285  | 278  |

| 1975 | 1982 | 1990 | 1999 | 2004 | 2006 | 2009 | 2014 | 2019 |
| ---- | ---- | ---- | ---- | ---- | ---- | ---- | ---- | ---- |
| 263  | 274  | 305  | 294  | 391  | 377  | 414  | 377  | 370  |

| 2022 | - | - | - | - | - | - | - | - |
| ---- | - | - | - | - | - | - | - | - |
| 369  | - | - | - | - | - | - | - | - |

C'est la commune de Lorraine avec le plus fort taux de population comptée à part en 2006 selon l'Insee, avec 30,6 % (166 personnes pour une population totale de 543 habitants). Ce taux est dû à l'internat de l'école d'horticulture et de paysage.

## Personnalités liées à la commune
- Joseph Braux, avocat, magistrat[40].
- André Geoffroy (1911-1944), militaire français, Compagnon de la Libération, y est tué en 1944 lors de la bataille d'Alsace.
- Médaillés de Sainte-Hélène[41].

## Pour approfondir